# 陳庭威
陳庭威（Nathan Chan Ting Wai，1961年9月11日—），香港前影視演員，出道於TVB，是鄭欣宜的誼兄，張學友的誼弟，香港女藝人沈殿霞（肥姐）的誼子。

## 簡歷
陳庭威早年就讀民生書院，在校時與王維基及蕭潮順為中學同學。1984年畢業於無綫電視藝員訓練班（同期畢業的還包括邵美琪），畢業後曾演出多部無綫劇集。由於早年他對不少女性高調調情，當中不乏藝人及新聞界人士，因而被謔稱為「人狼威」，於TVB未曾獲重用，但一直半紅不黑。1984年曾與模特兒出身的情色演員陳雅倫拍拖，1988年10月二人協議分手 。1989年底則與曾華倩拍拖，其後亦分手。
1991年，陳庭威與無綫電視合約到期，跳槽亞洲電視，拍攝《豪門》及連續劇《勝者為王》等打響了知名度，亦逐漸擺脫「人狼威」的污名，人氣一度紅遍及台灣。此後他一直留在亞視演出劇集，大多是主角；他為潮州人，並懂潮州話，因而與同屬潮州人的前亞視董事局主席林百欣有良好關係。1998年，亞視拍攝以林百欣生平為題材的《我來自潮州》，陳庭威飾演以林百欣為藍本的角色「鄭琛」。
陳庭威於亞視拍攝劇集《豪門》時，與肥姐沈殿霞相識，並與沈殿霞進行上契儀式正式成為其「誼子」，但兩人在無綫電視時期則從未有合作。
但隨著與亞視因虧損累累減少了劇集製作，近年陳庭威轉往內地發展，已甚少在港露面。2012年2月，於亞洲電視《亞視百人》節目，曾接受主持甘國亮訪問。

## 電視劇（無綫電視）
- 1985年：楚河漢界
- 1985年：後生可畏
- 1985年：大香港
- 1985年：大廈
- 1985年：新紮師兄續集 飾 潘德明
- 1985年：薛仁貴征東
- 1986年：银色旅途 飾 危秋生
- 1987年：成吉思汗 飾 合撒兒
- 1988年：旭日背後 飾 劉定邦
- 1988年：留住明天 飾 謝維忠
- 1988年：藍色時分 飾 Andy
- 1989年：花月佳期 飾 李亨利
- 1989年：婆媽女婿 飾 鄭天蔭 (第15集)
- 1989年：末代天師 飾 林文峰
- 1989年：龍廷爭霸 飾 沈鴻
- 1989年：天機 飾 向天欣
- 1990年：我本善良 飾 石家榮
- 1990年：歡樂山城 飾 奕龍

### 單元劇 (無綫電視)
- 1985年：再見家園（都市風情） 飾 金水
- 1987年：如意郎君（週末小品） 飾 Phllip

### 電視電影 (無綫電視)
- 1989年：英雄重英雄 飾 石旺
- 1989年：特警90 飾 阿健

## 電視劇（亞洲電視）
- 1991年：觸電情緣
- 1991年：豪門 飾 陳君勇
- 1991年：勝者為王 飾 石志康
- 1992年：摩登七十二家房客
- 1992年：勝者為王II天下無敵 飾 石志康
- 1992年：一千零異夜之轉世邪靈 飾 陳子華
- 1992年：今裝戲寶之阿蘭嫁阿瑞 飾 張家瑞
- 1993年：中國教父 飾 杜國笙
- 1994年：中國教父2：再起風雲 飾 杜國笙
- 1997年：我來自潮州 飾 鄭琛
- 1998年：我來自廣州 飾 周敬文
- 1999年：海瑞鬥嚴嵩 飾 海瑞
- 2004年：8號巴士站站情 飾 路平平

## 电视剧（其他）
- 1995年：台灣台視《臺灣水滸傳》 飾 白佩山
- 1995年：台灣中視《愛在他鄉》 飾 周以安
- 1995年：台灣中視《別說愛我》
- 1996年：中國央視《香港的故事》
- 1997年：台灣中視《午後之戀》
- 2000年：中國央視《快嘴李翠蓮》
- 2001年：中國央視《鄭成功風雲》
- 2002年：中國央視《警探雷鳴》
- 2008年：中国《心肝宝贝》
- 2010年：《阿诚》
- 2011年：中国央视《卧虎藏龙》

## 電影
- 《阿福的禮物》 (1985)
- 《神奇兩女俠》 (1987)
- 《天使行動II火鳳狂龍》 (1988)
- 《千王家族》 (1990)
- 《飛鷹行動》 (1991)
- 《八大毒梟》 (1992)
- 《非常檔案》 (1994)
- 《勝者肥媽》
- 《潮汕烟雨之潮汕風雲》 (2017)

## 歌曲
- 1994年：葉麗儀、陳庭威《是是非非》（ATV電視劇《中國教父II再起風雲》插曲）
- 1998年：陳庭威《廣州詠》（ATV電視劇《我來自廣州》插曲）
- 1998年：陳庭威《吻着你》（ATV電視劇《我來自廣州》插曲）
- 1998年：陳庭威、王馨平《未了緣》（ATV電視劇《我來自廣州》插曲）
- 1999年：陳庭威《一把聲音》（ATV電視劇《海瑞鬥嚴嵩》主題曲）
- 1999年：陳庭威、田蕊妮《難得有你》（ATV電視劇《海瑞鬥嚴嵩》插曲）

## 音樂錄影帶
- 1985年：陈美龄《愛的Harmony》 （页面存档备份，存于）
- 1985年：梅艷芳《蔓珠莎華》 （页面存档备份，存于）

## 廣告代言
- 1983年：中藝(香港)有限公司
- 1984年：ViTA維他汽水PS